# Barneveld
Barneveld este o comună și o localitate în provincia Gelderland, Țările de Jos. 

## Localități componente
Barneveld, De Glind, Garderen, Kootwijk, Kootwijkerbroek, Stroe, Terschuur, Voorthuizen, Zwartebroek.